# 彭殉
彭殉（？—？），四川宜宾人，清朝政治人物。举人出身。
康熙四十五年，擔任廣東廣州府永安縣知縣（現紫金縣知縣）。后由徐昌先接任。